# Pterolophia inaequalis
Pterolophia inaequalis là một loài bọ cánh cứng trong họ Cerambycidae.